# Lieben wir
Lieben wir ist ein Rapsong der deutschen Künstlerin Shirin David, der als zweite Singleauskopplung aus ihrem zweiten Album Bitches brauchen Rap am 2. Juli 2021 erschien. Das Lied wurde von David selbst mit dem deutschen Rapper und Songwriter Laas Unltd. geschrieben.

## Musik und Text
Lieben wir ist ein Rapsong, der eine 808-Bass Drum und eine Streicher- und Saxophon-Melodie aufweist und in B-Moll auf 96 Schläge pro Minute geschrieben wurde. Der Text des Liedes beschränkt sich vor allem auf Flex (deutsch: Angeberei) („Deutsche Bad Bitch mit 'nem Nummer-eins-Hattrick“) und viele sexuelle Fantasien mit Männern, aber auch mit Frauen („Vielleicht hab' ich ein'n Boy, vielleicht sind es auch zwei (Woah)/Oder drei Girls (Rrh), alles könnte sein/Nehme zwei Baddies mit heim, spiele Frauentausch“). Es finden sich außerdem mehrere Anspielungen auf andere Künstler und deren Songs im Lied. So fragt David direkt im Intro, wie man mit einem Shitstorm umgehe und antwortet mit den Worten „Shake it off, wie der Taylor-Swift-Song“, das eines der bekanntesten Lieder Swifts ist. Des Weiteren benutzt sie eine Line aus dem Lied Jeder meiner Freunde von Bushido umformuliert zu „Denn jede meiner Freundinnen fickt jeden deiner Freunde“. Wie auch in der Vorgängersingle Ich darf das bezieht sich David im Text von Lieben wir auch auf ihren bürgerlichen ersten Vornamen Barbara, in dem sie klarstellt, Barbies echter Name sei Barbara.

## Entstehung und Ankündigung
David schrieb Lieben wir – wie auch die Vorgängersingle Ich darf das – mit Laas Unltd. zusammen. Als Produzenten waren erneut Juh-Dee, Young Mesh und Frio tätig. Die Produzenten waren zugleich für die Komposition zuständig. Offiziell stellt David die Single in einem Ankündigungsvideo zu ihrem zweiten Album vor. Auch bei dieser Single verschob sie den Release um eine Woche, um eine Line zu ändern, die den Rapper Samra in positivem Zusammenhang erwähnte, nachdem dieser sich öffentlich mit Vergewaltigungsvorwürfen konfrontiert sah.
Das Single-Cover ist ein Bild aus dem Musikvideo, auf dem David von vielen Teddybären bedeckt ist, mit einem schlichten Schriftzug des Songs Lieben wir.

## Musikvideo
Lieben wir erschien am 2. Juli mit einem dazugehörigen Musikvideo auf YouTube. Dieses wurde unter der Regie von Jonas Vahl gedreht und beinhaltet außerdem eine Produktplatzierung der Firma Flink. Im Video zeigt sich David in verschiedenen, teils freizügigen Outfits allein und mit mehreren weiblichen Tänzerinnen, während sie selbst immer nur sitzend zu sehen ist, da sie sich einige Wochen zuvor den Knöchel gebrochen hatte. Die Farben des Videos sind vor allem rot und schwarz.

## Kommerzieller Erfolg

### Chartplatzierungen
Das Lied stieg am 9. Juli 2021 auf Platz eins in die deutschen Singlecharts ein. Für David ist es der vierte Nummer-eins-Hit in Deutschland, nach Ich darf das der zweite in Folge. Darüber hinaus erreichte die Single auch die Chartspitze der deutschen deutschsprachigen Singlecharts. Es ist der fünfte Nummer-eins-Hit für David in dieser Chartliste.
| ChartsChartplatzierungen | Höchstplatzierung | Wochen |
| ------------------------ | ----------------- | ------ |
| Deutschland (GfK)        | 1 (18 Wo.)        | 18     |
| Österreich (Ö3)          | 6 (12 Wo.)        | 12     |
| Schweiz (IFPI)           | 6 (6 Wo.)         | 6      |

| ChartsJahrescharts (2021) | Platzierung |
| ------------------------- | ----------- |
| Deutschland (GfK)         | 56          |

Auf der Streaming-Plattform Spotify wurde das Lied mehr als 79 Millionen Mal aufgerufen (Stand: August 2025).

### Auszeichnungen für Musikverkäufe
In Deutschland wurde der Song im September 2022 mit einer Goldenen Schallplatte für über 200.000 verkaufte Einheiten ausgezeichnet.
| Land/Region        | Auszeichnungen für Musikverkäufe (Land/Region, Auszeichnung, Verkäufe) | Verkäufe |
| ------------------ | ---------------------------------------------------------------------- | -------- |
| Deutschland (BVMI) | Gold                                                                   | 200.000  |
| Österreich (IFPI)  | Platin                                                                 | 30.000   |
| Insgesamt          | 1× Gold · 1× Platin ·                                                  | 230.000  |